# Treycovagnes
Treycovagnes [tʀɛkovaɲ] est une commune suisse du canton de Vaud, située dans le district du Jura-Nord vaudois.

## Géographie
La commune se situe entre Yverdon et Orbe, à 2,5 km au sud-ouest de la gare d'Yverdon, au pied sud-est de la colline de Chamblon, dans la plaine des marais de l'Orbe, sur la rive gauche de cette rivière. Elle se situe à 463 m d'altitude au village (435 m au Châtelard).
Elle comprend le village-rue de Treycovagnes et les hameaux du Châtelard et des Uttins.
Son territoire s'étend sur 2,08 km2. Lors du relevé de 2013-2018, les surfaces d'habitations et d'infrastructures représentaient 13,0 % de sa superficie, les surfaces agricoles 83,2 %, les surfaces boisées 2,4 % et les surfaces improductives 1,0 %. Elle ne comporte aucune forêt sur son territoire, la seule autre commune vaudoise dans ce cas étant Rennaz. 
Treycovagnes fait partie de l'agglomération d'Yverdon depuis 2007.

## Toponymie
Le nom de la commune, qui se prononce [tʀɛkovaɲ], se compose de deux éléments : le premier dérive soit du latin trēs (trois), soit de la préposition latine trans (qui a donné l'ancien francoprovençal trey, tres : au-delà, derrière) ; le second, du francoprovençal covagne (vieux sapin, vieille souche). Treycovagnes signifie donc au-delà des sapins ou trois sapins.
Sa première occurrence écrite date de 1228, sous la forme de Trescovanes.

## Histoire
Une borne milliaire de Septime Sévère retrouvée à Treycovagnes devait s'élever à l'origine entre Mathod et Boscéaz.
Au Moyen Age, Treycovagnes dépend de la seigneurerie de Grandson. La localité est rattachée au bailliage d'Yverdon en 1526, puis au district d'Yverdon de 1798 à 2006.
Paroisse jusqu'en 1516, Treycovagnes devient ensuite une filiale d'Yverdon.
En 1978, Shell effectue des forages d'avril à septembre sur le territoire de la commune, mais ne trouve ni pétrole ni gaz à exploiter. En 2001, le site est réaménagé en un terrain de verdure nommé Place du pétrole et doté d'une salle communale, qui accueille les séances du législatif.

## Politique
La commune est administrée par un conseil communal (législatif) apolitique de 25 membres, qui se réunit deux à quatre fois l'an, et une municipalité (exécutif) de cinq membres, présidée par un syndic. Les deux organes sont élus pour une législature de cinq ans,.
Jusqu'en 2011, la commune était dotée d'une assemblée communale, le conseil général.

### Syndic
- Depuis 2021 : Pascal Wüthrich[13]

- 2011[à vérifier] - 2021 : Stéphane Baudat[14]

- 2002 - 2011 : Martine Rauber[15]
- 1993 - : Claude Bruni[16]
- 1982 - : Édouard Champod[5]
- 1970 - 1981 : Jean-Jacques Henny[5]

## Population et société

### Gentilé et surnom
Les habitants de la commune se nomment les Covagnards.
Ils sont surnommés lè z'Aragne (les araignées en patois vaudois).

### Démographie

#### Évolution de la population
Treycovagnes compte 521 habitants au 31 décembre 2022 pour une densité de population de 250 hab/km2. Sur la période 2010-2019, sa population a augmenté de 6,3 % (canton : 12,9 % ; Suisse : 9,4 %).  

#### Pyramide des âges
En 2020, le taux de personnes de moins de 30 ans s'élève à 33,2 %, au-dessous de la valeur cantonale (35 %). Le taux de personnes de plus de 60 ans est quant à lui de 21 %, alors qu'il est de 21,9 % au niveau cantonal.
La même année, la commune compte 238 hommes pour 247 femmes, soit un taux de 49,1 % d'hommes, similaire à celui du canton (49,1 %).
| Hommes | Classe d’âge | Femmes |
| ------ | ------------ | ------ |
| 0,8    | 90 ans ou +  | 1,2    |
| 4,2    | 75 à 89 ans  | 6,5    |
| 15,1   | 60 à 74 ans  | 14,2   |
| 26,1   | 45 à 59 ans  | 27,1   |
| 20,2   | 30 à 44 ans  | 18,2   |
| 19,3   | 15 à 29 ans  | 17,0   |
| 14,3   | - de 14 ans  | 15,8   |

| Hommes | Classe d’âge | Femmes |
| ------ | ------------ | ------ |
| 0,5    | 90 ans ou +  | 1,4    |
| 6,1    | 75 à 89 ans  | 8,2    |
| 13,3   | 60 à 74 ans  | 14,3   |
| 21,5   | 45 à 59 ans  | 21,2   |
| 22,0   | 30 à 44 ans  | 21,4   |
| 19,6   | 15 à 29 ans  | 18,0   |
| 16,9   | - de 14 ans  | 15,5   |

## Économie
Des tourbières et une carrière de calcaire rougeâtre sont exploitées jusqu'au milieu du xxe siècle au Châtelard. 
La Société de laiterie est en activité de 1922 à 2009. Des travaux de drainage et d'assainissement[Quand ?] ont permis une extension des cultures maraîchères. 
Treycovagnes connaît un développement résidentiel depuis les années 1980 (84 % de pendulaires en 2000).

## Culture et patrimoine

### Bâtiments religieux
L'église Saint-Jean-Baptiste est démolie à la Réforme pour être remplacée par une école.